# Соловейко України

Логотип фестивалю

«Соловейко України» — всеукраїнський телевізійний дитячий пісенний фестиваль-конкурс.
Засновник фестивалю — БО Президентський фонд Леоніда Кучми «Україна».
Співзасновники фестивалю: Миргородська міська рада, народний артист України Мар'ян Гаденко.

## Історія
Проводиться щорічно з 2011 року.
Конкурс в рамках Шостого Всеукраїнського телевізійного дитячого пісенного фестивалю-конкурсу «Соловейко України» пройшов з 29 по 31  березня 2016 року. Завершився фіналом та гала-концертом. До фіналу вийшли понад 70 юних талановитих співаків.